# Carinthie (Slovénie)
La Carinthie (en slovène : Koroška, korotan) est une région traditionnelle du nord de la Slovénie. Son nom remonte au duché de Carinthie, une ancienne principauté appartenant à la monarchie de Habsbourg. Le terme « Carinthie slovène » (Slovenska Koroška) est parfois employé en vue de distinguer le Land autrichien avoisinant de Carinthie.

## Géographie
Située à proximité de l'Autriche, la région comprend les parties de l'ancien duché qui en vertu du traité de Saint-Germain-en-Laye en 1919 sont passées au royaume de Yougoslavie. Elle s'étend dans les vallées de la Drave à l'aval jusqu'à Dravograd et de son affluent la Meža, ainsi que sur le territoire de Jezersko au-dessus de Kranj plus à l'ouest. 
La plus importante zone urbaine de la Koroška est la ville de Ravne. La région historique englobe les six communes suivantes (de l'est à l'ouest) :
- Dravograd
- Ravne na Koroškem
- Črna na Koroškem
- Mežica
- Prevalje
- Jezersko

La municipalité de Jezersko fut de son côté attachée à la région statistique de Haute-Carniole. De plus, les communes de Slovenj Gradec, Radlje ob Dravi, Mislinja, Vuzenica, Podvelka et de Ribnica na Pohorju font aujourd’hui partie de la région statistique de Koroška bien qu'appartenant historiquement à la région de Basse-Styrie.

## Histoire

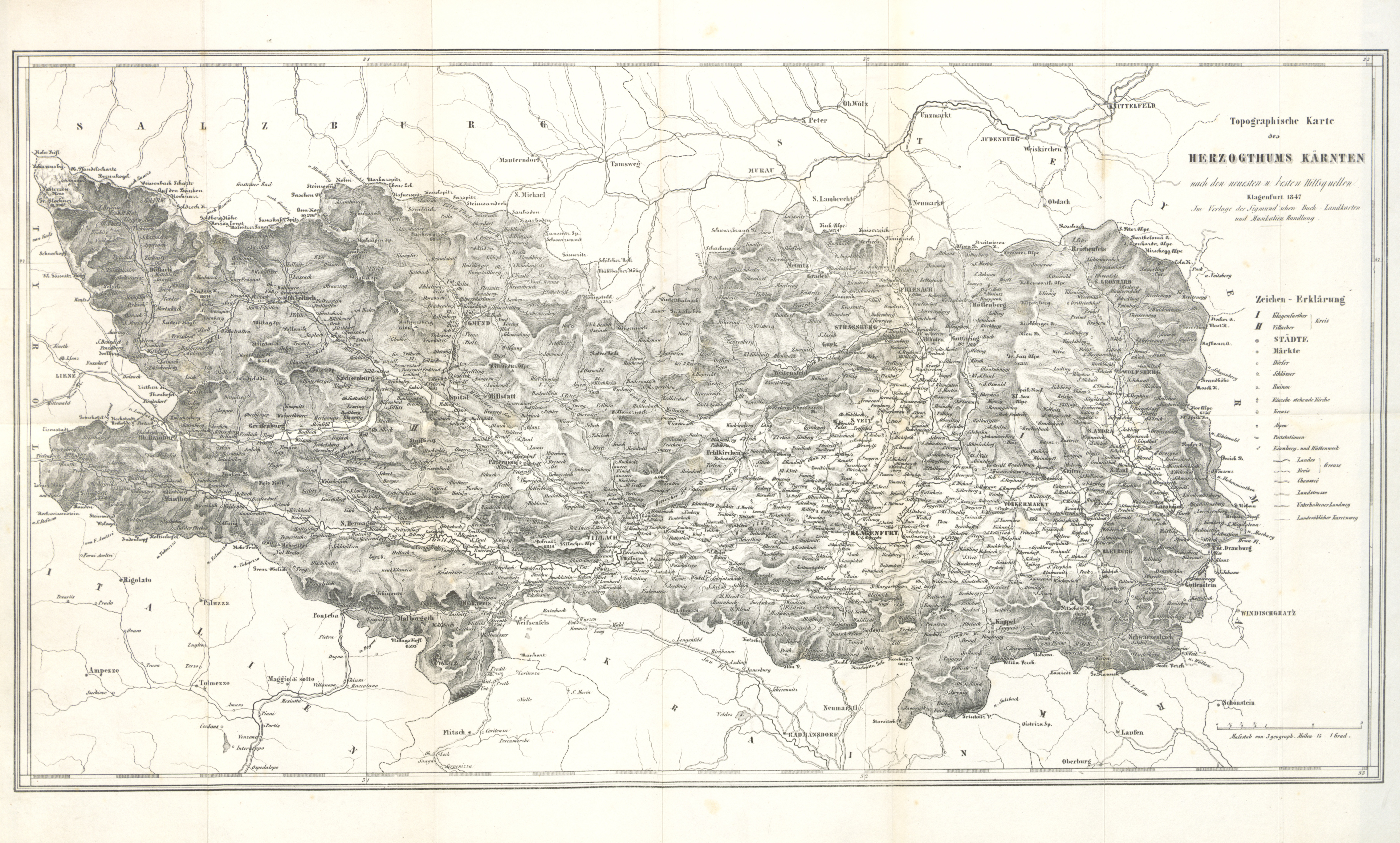
Carte du duché de Carinthie (1847).

La région de la Carinthie fut colonisée par des tribus slaves vers le VIe siècle de notre ère. La région devint alors la partie centrale de la principauté de Carantanie qui fut le premier État slave stable. Elle perdit son autonomie au IXe siècle sous l'autorité du duché de Bavière puis de l'Empire carolingien et fit ensuite partie d'une marche au sud-est de la Francie orientale. 
En 976, le duché autonome de Carinthie fut créé, un État du Saint-Empire romain, dominant également les marches adjacentes de Styrie et de Carniole. Contrôlé par les Habsbourg à partir de 1335, il fut incorporé dans les pays de l'Autriche intérieure au sein de leurs territoires héréditaires. Pendant des siècles, la région était peuplée de germanophones et de slovènes. 
À la suite de la Première Guerre mondiale, les troupes du nouveau royaume des Serbes, Croates et Slovènes occupèrent le sud de la Carinthie, mais devront faire face à la résistance armée du gouvernement régional. En vertu du traité de Saint-Germain-en-Laye, conclu le 10 septembre 1919, la vallée de la Meža et le territoire de Jezersko font partie de ce nouvel État. Le référendum de Carinthie qui a lieu le 10 octobre 1920 laissa les autres zones en Autriche, la population de la partie où avait lieu ce référendum étant pourtant à majorité slovenophone, et les troupes yougoslaves durent se retirer.